# Toronto Paramedic Services
Der Toronto Paramedic Services (ehemals Toronto Emergency Medical Services – EMS) ist eine Rettungseinheit für verletzte und kranke Menschen im kanadischen Toronto. Die Einheit ist der Feuerwehr angegliedert und führt erste medizinische Rettungsmaßnahmen durch. Zu den weiteren Aufgaben zählt auch der Transport von Verletzten oder kranken Personen in die entsprechenden Krankenhäuser.

## Geschichte
Seit 1883 gibt es eine Rettungseinheit für verletzte oder kranke Menschen in Toronto. Damals verfügte die Stadt über zwei Transportwagen die mithilfe von Pferden betrieben wurden und die Verletzten in die Krankenhäuser brachte. Toronto verfügte als erste Stadt über ein gutes Ausbildungssystem für Sanitäter. Die Schulung beinhaltete Techniken der Erste Hilfe Maßnahmen, die Anatomie sowie die Physiologie des Menschen, sowie die Funktion der zur damaligen Zeit bekannten Hirnnerven. Diese Schulungen waren unüblich und eher militärisch, medizinischem Bereich üblich. Anfangs dienten Polizeibeamte die diese Schulungen durchlaufen hatten, als Rettungssanitäter. Während die Stadt stetig wuchs, so stieg auch der Rettungseinheit. 1911 wurde der erste motorbetriebene Rettungswagen in Dienst gestellt. 1913 erfolgte die weitere Aufstockung der motorbetriebenen Rettungswagen, welches sich bis zum Jahr 1918 hinzog. Seit 1918 gab es keine pferdbetriebenen Rettungswagen in der Stadt mehr. Über die Jahre hinweg wuchs die Zahl der Rettungswagenfahrer auf über 130. 1933 übergab das Toronto Police Department die Aufgabe der Rettungseinheit an das Department of Public Health. 1953 wuchs die Auslastung durch die Bildung des Metropolitan Toronto weiter an, da weitere Bezirke hinzukamen. 1967 erfolgte die Zusammenlegung der Feuerwehr mit den medizinischen Rettungsdiensten.
1975 erfolgte die Gründung der Metropolitan Toronto Department of Ambulance Services. Ziel war es alle Ressourcen zu konzentrieren und somit diese besser zu organisieren. 1998 erfolgte eine Restrukturierung in ein regionales und mehrere örtliche Niederlassungen.

## Personal
Es gibt über 1.171 Mitarbeiter. Dazu zählen Rettungssanitäter sowie Verwaltungspersonal die Nachfolgend kategorisiert sind.
- Sanitäter

- Level I – (Grundausgebildete Sanitäter), diese müssen ein Minimum an Grundausbildung (mind. 1.400 Stunden) am Community College nachweisen. Des Weiteren muss eine Abschlussarbeit (provincial certification) bestanden werden, um eingestellt werden zu können.
- Level II – (Erfahrene Sanitäter), diese benötigen zusätzlich zu der Grundausbildung weitere 572 Stunden an Weiterbildungen und praktische Erfahrungen, diese können sie jedoch erst dann Nachweisen, wenn sie mit einem Sanitäter aus dem Level III praktisch zusammengearbeitet haben.
- Level III – (fortgeschrittene Sanitäter), diese müssen weitere 360 Stunden an Weiterbildungskursen nachweisen. Des Weiteren müssen sie 480 Stunden als Präzeptor nachweisen.
- CCTU – (Critical Care Transport Paramedic). Sind speziell ausgebildete Sanitäter für kritische Fälle. Nach der Ausbildung von Level III müssen diese folgende Qualifikationen nachweisen. Sie benötigen zusätzlich weitere 1.142 Stunden an Weiterbildungen sowie weitere 240 Stunden als Präzeptor. Diese Sanitäter werde vorwiegend auf speziellen Krankenwagenfahrzeugen eingesetzt die für kritische Fälle ausgelegt wurden.

Neben den Sanitäter arbeiten weitere Personen im Supportbereich:
- Emergency Medical Dispatchers – Mitarbeiter in den Notrufzentralen
- Management/Supervisory staff – Verwaltungsangestellte
- Clerical support staff –
- Facilities maintenance – Instandhaltungsangestellte
- Vehicle maintenance/mechanical – Mechaniker
- Materials management/Logistics – Lagerverwaltung

## Zuständigkeiten und Verwaltung
Es gibt 41 Stützpunkte, die sich geographisch auf einer Fläche von 624 km2 verteilen. Das Emergency Service Hauptquartier, welches zusammen mit der Feuerwehr genutzt wird, befindet sich auf der 4330 Dufferin Street in Toronto. Dort befinden sich die Verwaltung, einige Weiterbildungseinrichtungen, das EMS Communications Centre, die Fuhrpark Werkstatt, sowie das Materiallager. Die Luftrettung, d. h. die Versorgung und Transport von verletzten Personen mit Hubschrauber wird von einem privaten Unternehmen im Auftrag der Regierung Ontarios durchgeführt.
Im Jahresdurchschnitt nimmt das EMS Communications Centre 425.700 Anrufe entgegen und bearbeitet bzw. koordiniert rund 265.000 Anfragen bezüglich Verletzten oder kranken Personen. Im Durchschnitt werden 179.600 Personen mit den Krankenwagen transportiert.  

## Fuhrpark
Die Organisation verfügt über 242 Fahrzeuge. Davon sind: 
- 150 CMVSS / Ontario Standard Type III
- Emergency Response Vehicle
- Emergency Support Bus
- Emergency Support Unit – Supply Vehicle